# Elias Vonck
Pour les articles homonymes, voir Vonck.
Elias Vonck, né à Amsterdam en 1605 et mort dans cette ville en 1652, est un  peintre hollandais de l'époque du siècle d'or.

## Biographie

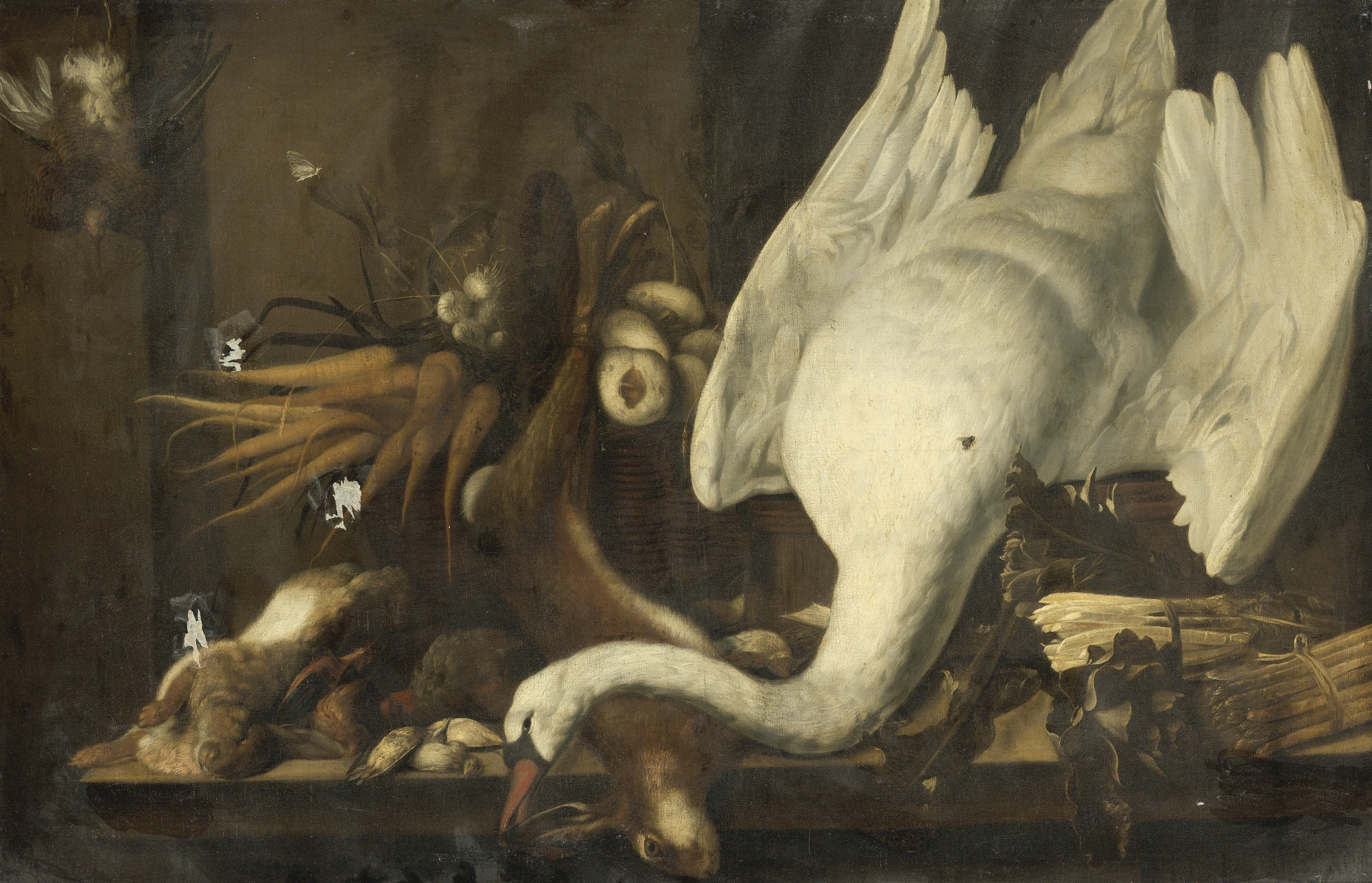
Nature morte.

Elias Vonck réalise des portraits, mais surtout des natures mortes, comprenant des animaux morts (gibier, poisson et volaille) et des scènes de chasse. Il est l'un des premiers peintres à réaliser des natures mortes avec du gros gibier.
Elias Vonck séjourne en Pologne entre 1631 et 1639, où son fils, Jan Vonck, naît à Toruń en 1631. De retour à Amsterdam, Elias Vonck forme son fils au métier de peintre. Il suit les traces de son père et travaille dans le même genre. Les deux peintres collaborent à plusieurs reprises avec Jacob Ruisdael sur des peintures représentant des animaux (vivants).
Elias Vonck est enterré à Amsterdam le 10 juin 1652.